# Тотожність Якобі
Білінійна операція {\displaystyle [\cdot ,\cdot ]\colon V\times V\rightarrow V} на лінійному просторі V задовольняє тотожність Якобі, якщо:
{\displaystyle \forall \,x,y,z\in V\colon [[x,y],z]+[[y,z],x]+[[z,x],y]=0}
Названо на честь Карла Густава Якобі.
Поняття тотожності Якобі зазвичай пов'язане з алгебрами Лі.

## Приклади
Наступні операції задовольняють тотожність Якобі:
- Комутатор операторів
- Комутатор в алгебрі Лі
- Дужки Лі векторних полів
- Дужки Пуассона функцій на симплектичному многовиді
- Векторний добуток векторів

## Значення в алгебрах Лі
Якщо множення {\displaystyle [{\dot {,}}\cdot ]} є антикоммутативним {\displaystyle ([x,y]=-[y,x])}, то тотожності Якобі можна надати дещо інший вигляд, використовуючи приєднане представлення алгебри Лі :
{\displaystyle \mathrm {ad} _{x}\colon y\mapsto [x,y]}
Записавши тотожність Якобі у формі
{\displaystyle [x,[y,z]]=[y,[x,z]]+[[x,y],z]}
отримаємо, що воно рівносильне умові виконання правила Лейбніца для оператора {\displaystyle \mathrm {ad} _{x}} :
{\displaystyle \mathrm {ad} _{x}\,[y,z]=[\mathrm {ad} _{x}\,y,z]+[y,\mathrm {ad} _{x}\,z]}
Таким чином, {\displaystyle \mathrm {ad} _{x}} — диференціювання в алгебрі Лі. Будь—яке таке диференціювання називається внутрішнім.
Тотожності Якобі також можна надати вигляду
{\displaystyle \mathrm {ad} _{[x,y]}=[\mathrm {ad} _{x},\mathrm {ad} _{y}]=\mathrm {ad} _{x}\mathrm {ad} _{y}-\mathrm {ad} _{y}\mathrm {ad} _{x}}
Це означає, що оператор {\displaystyle \mathrm {ad} } задає гомоморфізм даної алгебри Лі в алгебру Лі її диференціювань.

## Градуйовані тотожності Якобі
Нехай {\displaystyle \omega =\oplus _{i}\omega ^{i}} — градуйована алгебра, {\displaystyle [\cdot ,\cdot ]} — множення в ній. Кажуть, що множення в {\displaystyle \Omega } задовольняє градуйованій тотожності Якобі, якщо для будь—яких елементів {\displaystyle \omega _{i}\in \omega ^{i}}
{\displaystyle [\omega _{m},[\omega _{k},\omega _{l}]=[[\omega _{m},\omega _{k}],\omega _{l}]+(-1)^{mk}[\omega _{k},[\omega _{m},\omega _{l}]}